# Station Saint-Martin-de-la-Place
Station Saint-Martin-de-la-Place is een spoorwegstation van Saint-Martin-de-la-Place in de Franse gemeente Gennes-Val-de-Loire.